# (5832) Martaprincipe
(5832) Martaprincipe est un astéroïde de la ceinture principale.

## Description
(5832) Martaprincipe est un astéroïde de la ceinture principale. Il fut découvert le 15 juin 1991 à l'Observatoire Palomar par Eleanor Francis Helin. Il présente une orbite caractérisée par un demi-grand axe de 2,63 UA, une excentricité de 0,12 et une inclinaison de 28,2° par rapport à l'écliptique.

## Nom
Marta Carusi et Raffaele "Principe" Ranucci se sont mariés en l'an 2000 (aucune autre explication n'est disponible).

## Compléments